# Webster, North Carolina
Webster är en ort i Jackson County i delstaten North Carolina, USA.